# 横枝竹
横枝竹（学名：Indosasa patens）为禾本科大节竹属下的一个种。种名patens意为伸展的。